# Голливуд Палладиум
Театр «Голливуд Палладиум» (англ. Hollywood Palladium) располагается на Бульвар Сансет в Беверли-Хиллз, Калифорния, США. Построен в стиле обтекаемый модерн и арт-деко и включает в себя танцевальный зал площадью 11 200 квадратных футов (1 040 м²) с мезонином и этаж с посадочными места на 4 000 человек.
Внесён в Национальный реестр исторических мест США в 2016 году. Палладиум был объявлен историческим культурным памятником Лос-Анджелеса под номером 1130 28 сентября 2016 года.

## История
В 1940 году Норман Чандлер, издатель газеты Los Angeles Times, профинансировал строительство театра на сумму 1,6 миллиона долларов. Театр был построен на месте бывшей студии компании Paramount Pictures между проспектами Аргайл и Эль-Сентро. Танцевальный зал был спроектирован Гордоном Кауфманом, архитектором особняка Грейстоун, здания Los Angeles Times и ипподрома Санта-Анита Парк в Аркейдия. Он также был архитектором плотины Гувера и первых общежитий Калтеха. Управляющим театра стал кинопродюсер Мори Коэн.

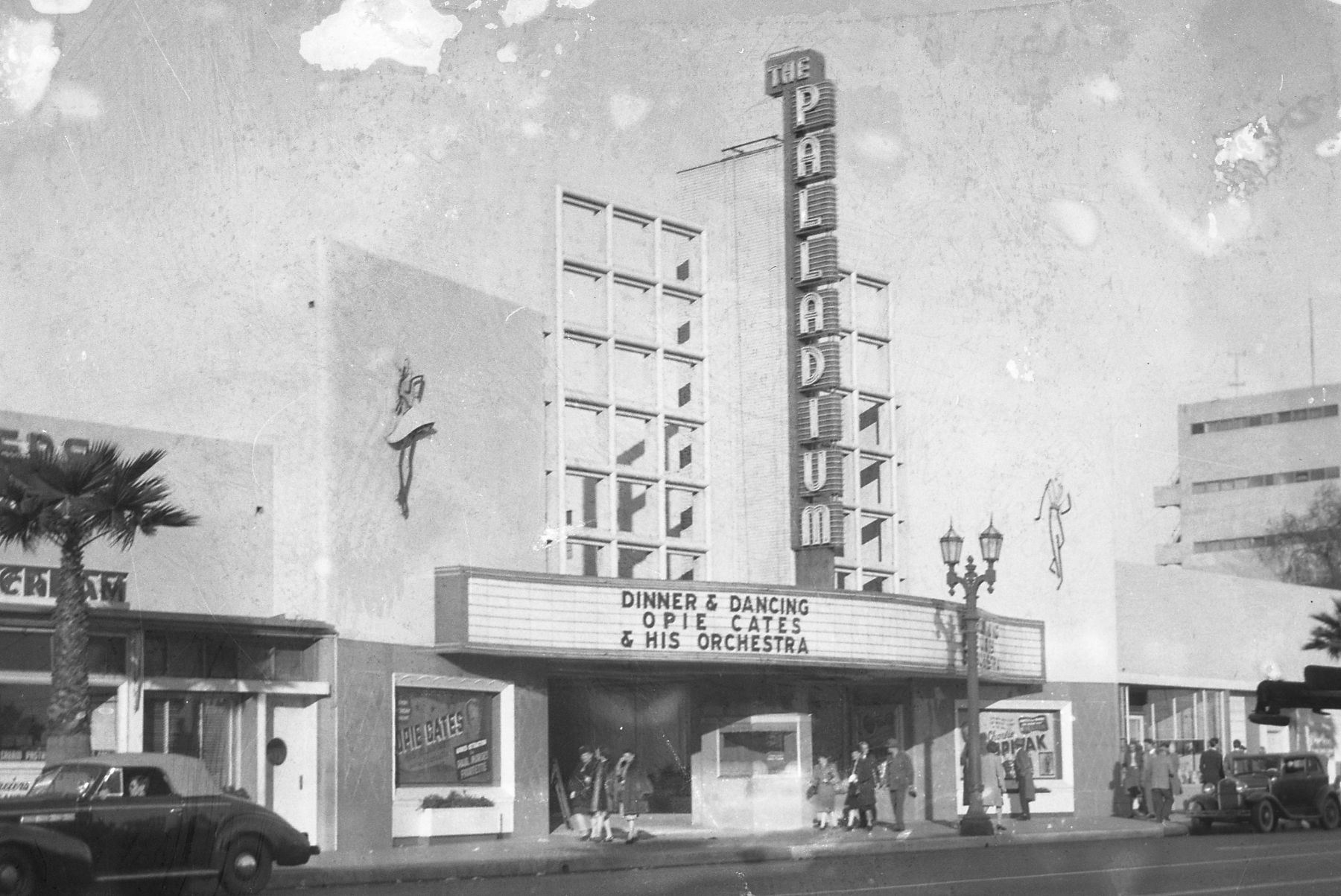
Афиша концертов кларниста Опи Кейтс на здании, 1947 год

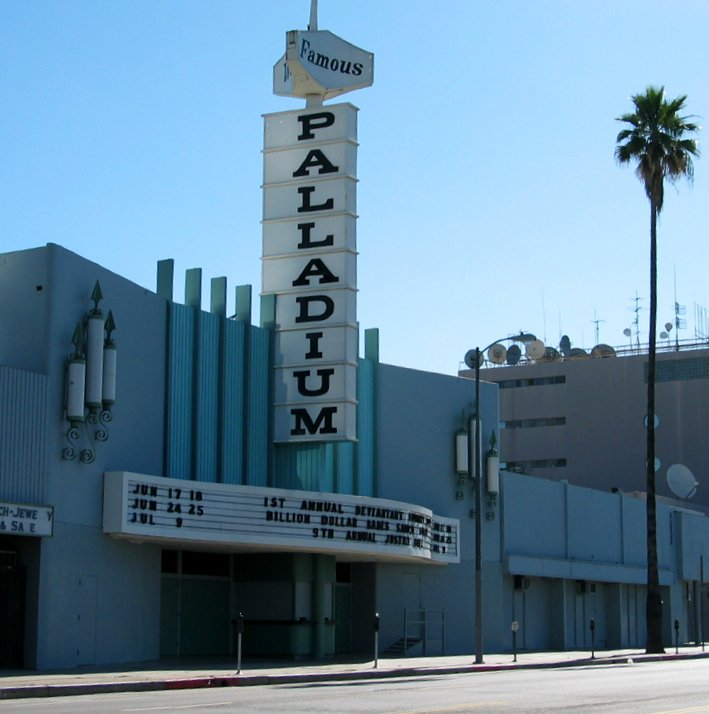
The Palladium в 2005, до реконструкции в 2008

Бальный зал открылся 31 октября 1940 года. Цены на открытие были в $1 доллар за вход и $3 за ужин. В этот вечер состоялся танец-открытие с участием Томми Дорси и его оркестра, а также вокалиста группы Фрэнка Синатры. В зале было шесть баров с алкоголем и еще два с безалкогольными напитками.
Во время Второй мировой войны в «Палладиуме» проходили радиопередачи с участием Бетти Грэйбл. В 1950-х годах шоу биг-бэнда начали терять популярность, что привело к тому, что в «Палладиум» стали проводить благотворительные балы, политические мероприятия, автосалоны и рок-концерты. В 1961 году он стал домом для шоу Лоуренса Уэлка.
С 1955 по 1976 годы зал был местом для оркестров латиноамериканской музыки, вечеринки организовывал радиоведущий Чико Сесма, их назвали Латинские праздники, в них участвовал музыкант Рэй Васкес который был исполнитель, вокалист и тромбонист. Оркестр Тито Пуэнте регулярно выступал с 1957 по 1977 год и собирал аншлаги до 5000 человек.
18 ноября 1961 года президент Джон Кеннеди посетил ужин в «Палладиуме», устроенный в его честь калифорнийской демократической партией.
В 1964 году было объявлено, что ни одной из запланированных джазовых групп не будет выплачено вознаграждение, и после отмены шоу последовал скандал.
Оркестр Джо Локо играл на мартовских Латинских праздниках 1965 года, вместе с певицей и танцовщицей Джози «Джози» Пауэлл.
В 28 марта по 6 апреля 1969 года в «Палладиуме» проходило молодежное мероприятие Pop Expo '69, известное как «подростковая ярмарка», на ней выступали группы The Jimi Hendrix Experience и MC5.
В 1973 году Стиви Уандер выступил с Таджем Махалом на «афроцентрическом концерте», чтобы призвать помочь африканским беженцам.
С начала 1980-х и 1990-х годов в «Палладиуме» стали проводить концерты в жанрах панк-рок, рэп и хэви-метал. Произошло несколько серьёзных инцидентов, из-за которых в феврале 1993 года «Палладиум» закрыли на восемь недель.
С 1985 года театр находится в собственности группы Palladium Investors Ltd.
В 1993 году для «Голливуд Палладиум» был введен комендантский час, а шоу Marky Mark and the Funky Bunch было отменено из-за драки, произошедшей за несколько дней до этого. Театр также использовался для вечеринок голливудских знаменитостей.

### Реконструкция и повторное открытие
В 2007 году владельцы заключили долгосрочный договор аренды на управление, эксплуатацию и эксклюзивное бронирование мероприятий в «Голливуд Палладиум» с компанией Live Nation, базирующейся в Лос-Анджелесе.
15 октября 2008 года «Палладиум» открылся вновь концертом Jay-Z после годовой реконструкции, стоимость которой составила несколько миллионов долларов, проведенной компанией Live Nation. Реконструкция включала полное обновление интерьеров и экстерьеров здания, новый танцпол, расширенные зоны торговли, модернизированные санузлы и улучшение инфраструктуры сцены. Jay-Z выступал почти полтора часа в сопровождении восьми музыкантов и DJ AM, который провел свой первый концерт после того, как выжил в авиакатастрофе в Южной Каролине.
«Голливуд Палладиум» также стал местом проведения мемориальной службы DJ AM 3 сентября 2009 года.
В сезоне 2008–2009 года аренда стола на четверых на год стоила $30,000.

## В культуре
«Голливуд Палладиум» был запечатлен во многих фильмах и телевизионных проектах за годы своего существования:
- Экстерьер «Голливуд Палладиум» с культовым фасадом в стиле ар-деко использовался в качестве вымышленной съемочной площадки для драматического сериала Аарона Соркина «Студия 60 на Сансет-Стрип» (2006–2007).
- Фильм «День саранчи» (The Day of the Locust, 1975)[10].
- Последняя сцена финального эпизода сериала «Адам-12[англ.]» была снята в «Палладиум» в 1975 году. В этой сцене офицер Джим Рид (Кент МакКорд) получает медаль доблести полиции Лос-Анджелеса за спасение офицера Пита Маллоя (Мартин Милнер)[11].
- «Скейттаун, США» (Skatetown, U.S.A., 1979)[12].
- Финальная концертная сцена в фильме «Братья Блюз» (The Blues Brothers, 1980) изображалась как «Бальный зал отеля Палас», однако экстерьер принадлежал клубу South Shore Country Club в Чикаго[3].
- Ричард Прайор выступал в «Палладиум» в декабре 1981 года, а его выступления были сняты для театрального фильма «Richard Pryor: Live on the Sunset Strip», выпущенного в марте 1982 года.
- В 6-й серии 4-го сезона сериала «Команда „А“» (The A-Team) под названием «The Heart of Rock N' Roll» театр использовался как концертная площадка для выступлений Рика Джеймса и Айзека Хейса (персонаж C.J. Mack)[13].
- Кит Ричардс выпустил CD и DVD своего сольного концерта «Live at the Hollywood Palladium», 15 декабря 1988 года.
- Панк-рок группа Bad Religion записала «Live at the Palladium» в 2006 году — сборник из двух дней их выступлений.
- Трэш-метал группы Megadeth и Testament также записали свои живые альбомы в «Палладиум»: Megadeth записали концертную версию альбома «Rust in Peace», а Testament выпустили «Return to the Apocalyptic City».
- Группа Luna Sea дала свой первый американский концерт в «Палладиум» 4 декабря 2010 года. Он был записан в 3D и выпущен как концертный альбом и концертный фильм «Luna Sea 3D in Los Angeles»[14].
- В 2016 году Дейв Шаппелл снял свой специальный проект для Netflix в «Палладиуме».

## Примечание
1. ↑  Rasmussen, Cecilia. Palladium keeps in swing of things (амер. англ.). Los Angeles Times (7 октября 2007). Дата обращения: 30 апреля 2024. Архивировано 30 апреля 2024 года.
2. 1 2 3  Jezek, George Ross; Wanamaker, Marc. Hollywood: Past and Present.. — San Diego, Calif.: George Ross Jezek Photography & Publishing., (October 1, 2002).. — С. pp. 92–93.
3. 1 2 3 4 5  Sterling, Scott T. "Light it Up! The Rad Return of a Hollywood Gem". — Metromix Los Angeles., October 15, 2008.
4. ↑  Hollywood Palladium - Los Angeles, California (англ.). wikimapia.org. Дата обращения: 30 апреля 2024. Архивировано 30 апреля 2024 года.
5. ↑  Powell, Josephine. Tito Puente: When The Drums Are Dreaming Author House. — 2010. — С. 138—242. — ISBN 978-1452072746..
6. ↑  Hochman, Steve. Palladium Security Reflects the Reality of Rock 'n' Roll (амер. англ.). Los Angeles Times (14 декабря 1994). Дата обращения: 30 апреля 2024.
7. 1 2  Peters, Mitchell. Jay-Z Christens New Hollywood Palladium (амер. англ.). Billboard (16 октября 2008). Дата обращения: 30 апреля 2024. Архивировано 30 апреля 2024 года.
8. ↑  Willman, Chris (2008-10-16). Jay-Z reopens the Hollywood Palladium. Entertainment Weekly. Архивировано 6 декабря 2024. Дата обращения: 2020-12-29.
9. ↑  Bryant, Adam (2 сентября 2009). DJ AM Funeral and Burial to Be Held Wednesday. TV Guide. Архивировано 29 июля 2014. Дата обращения: 4 сентября 2009.
10. ↑  Kristan Lawson, Anneli Rufus. California Babylon: A Guide to Site of Scandal, Mayhem and Celluloid in the Golden State. — St. Martin's Publishing Group, 2013-09-24. — 507 с. — ISBN 978-1-4668-5414-7.
11. ↑  ; Martin Milner, Kent McCord, Kristin Harmon.: . Something Worth Dying For: Part 2 (20 мая 1975). Дата обращения: 30 апреля 2024. Архивировано 5 марта 2024 года.
12. ↑  ; Judy Landers, Gary Hudson, Harlene Winsten.: . Skatetown USA. Дата обращения: 30 апреля 2024. Архивировано 5 января 2023 года.
13. ↑  Advanced search (амер. англ.). IMDb. Дата обращения: 30 апреля 2024. Архивировано 15 января 2024 года.
14. ↑  LUNA SEA announces the release date for their 3D live movie. Tokyo Hive (30 апреля 2011). Дата обращения: 30 апреля 2024. Архивировано 24 октября 2012 года.